# Euchalcia illustris
Euchalcia illustris är en fjärilsart som beskrevs av Fabricius 1787. Euchalcia illustris ingår i släktet Euchalcia och familjen nattflyn. Inga underarter finns listade i Catalogue of Life.